# Alegeri pentru Parlamentul European în Belgia, 1984
Alegerile pentru Parlamentul European au avut loc în Belgia la 17.06.1984. Colegiu electoral olandez aleși 13  Deputați și colegiu electoral francez aleși 11 deputați.

## Colegiul Olandez Electoral
| Partidul / Alianța | Partidul / Alianța | Voturi    | %      | +/−     | Locuri | +/− |
| ------------------ | ------------------ | --------- | ------ | ------- | ------ | --- |
|                    | CVP                | 1,132,682 | 32.53% | −15.56% | 4      | −3  |
|                    | SP                 | 979,702   | 28.13% | +7.23%  | 4      | +1  |
|                    | PVV                | 494,277   | 14.19% | −1.13%  | 2      | 0   |
|                    | VU                 | 484,494   | 13.91% | +4.20%  | 2      | +1  |
|                    | Agalev             | 246,712   | 7.08%  | +4.75%  | 1      | +1  |
|                    | Vlaams Blok        | 73,174    | 2.10%  | +2.10%  | 0      | 0   |
|                    | Altele             | 71,239    | 2.05%  | --      | 0      | 0   |

## Colegiul Francez Electoral
| Partidul / Alianța | Partidul / Alianța | Voturi  | %      | +/−     | Locuri | +/− |
| ------------------ | ------------------ | ------- | ------ | ------- | ------ | --- |
|                    | PS                 | 762,293 | 34.04% | +6.61%  | 5      | +1  |
|                    | PRL                | 540,610 | 24.14% | +6.38%  | 3      | +1  |
|                    | PSC                | 436,108 | 19.47% | −1.77%  | 2      | −1  |
|                    | Ecolo              | 220,663 | 9.85%  | +4.71%  | 1      | +1  |
|                    | FDF-CFE            | 142,879 | 6.38%  | −13.37% | 0      | −2  |
|                    | Altele             | 137,061 | 6.12%  | --      | 0      | 0   |